# Rhynchotus
Rhynchotus är ett litet fågelsläkte i familjen tinamoer inom ordningen tinamofåglar. Släktet omfattar endast två arter som förekommer i Sydamerika från Peru och centrala Brasilien till norra Argentina:
- Huaycotinamo (R. maculicollis)
- Rostvingad tinamo (R. rufescens)